# Dolianá
Ne doit pas être confondu avec Áno Dolianá.
Dolianá, en grec moderne : Δολιανά, est un village du dème de Pogóni, district régional d'Ioánnina, en Épire, Grèce.
Selon le recensement de 2011, la population du village compte 441 habitants.